# Acordo de Dezessete Pontos para a Libertação Pacífica do Tibete

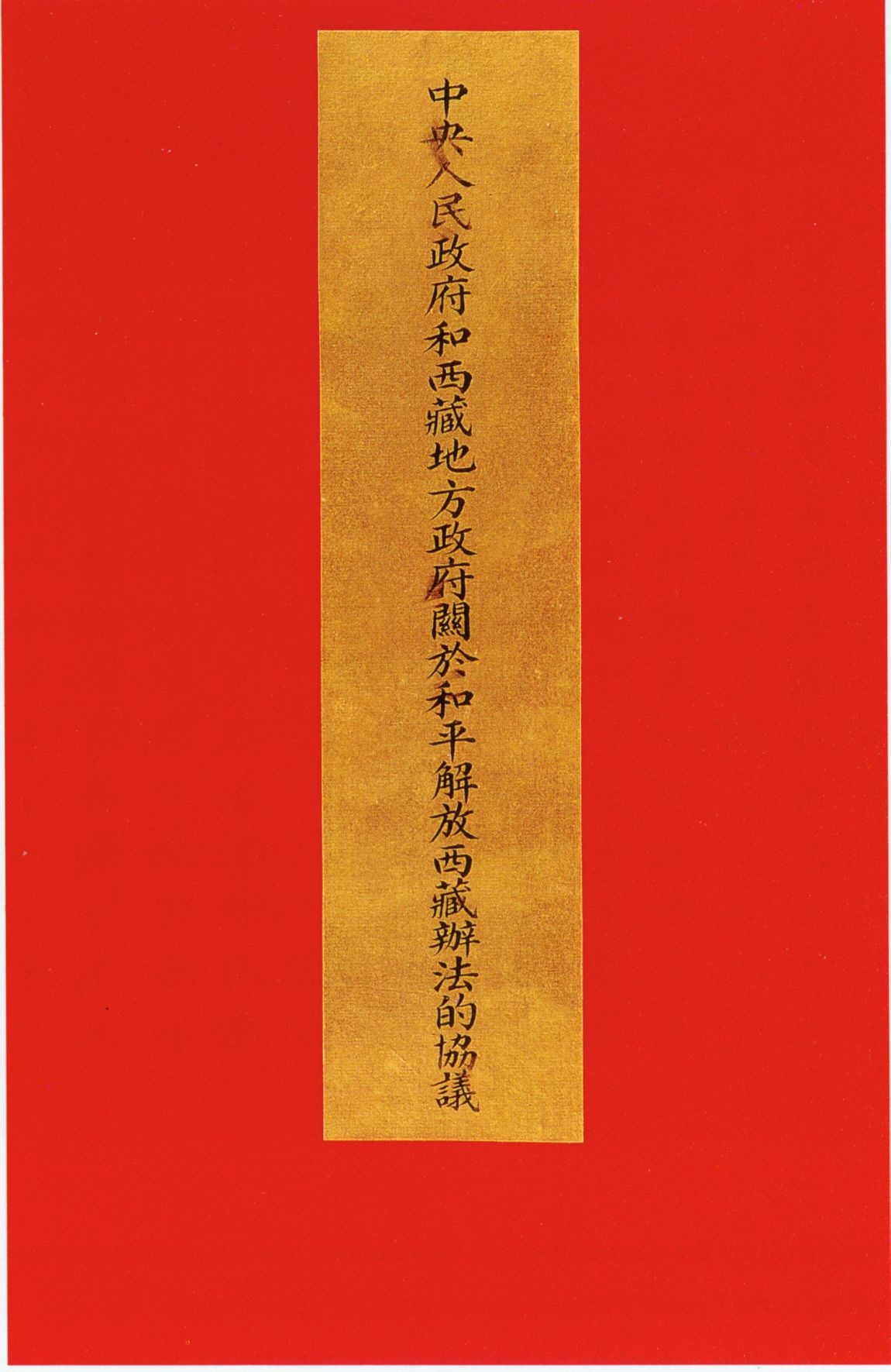

O Acordo entre o Governo Popular Central e o Governo Local do Tibete sobre as Medidas para a Libertação Pacífica do Tibete ou Acordo de Dezessete Pontos para a Libertação Pacífica do Tibete é o documento pelo qual os delegados do 14º Dalai Lama, soberano de facto do Estado do Tibete, chegaram a um acordo em 1951 com o Governo Popular Central da recém-criada República Popular da China ao afirmar a soberania chinesa sobre o Tibete.
Fontes chinesas consideram o documento como um contrato legal que foi mutuamente bem acolhido por ambos os governos e pelo povo tibetano. A Administração Central Tibetana o considera inválido e como tendo sido assinado sob coação. O 14º Dalai Lama repudiou o acordo em muitas ocasiões.

## Histórico
O Exército de Libertação Popular atravessou o rio Jinsha em 6 ou 7 de outubro de 1950 e derrotou o exército tibetano até 19 de outubro. Ao invés de continuar com a campanha militar, a China pediu ao Tibete que enviasse representantes a Pequim para negociar um acordo. O Dalai Lama acredita que o esboço do acordo foi escrito pela China e os representantes tibetanos não foram autorizados a sugerir quaisquer alterações. A China não permitiu que os representantes tibetanos se comunicassem com o governo tibetano em Lhasa. A delegação tibetana não foi autorizada por Lhasa a assinar, mas acabou submetida à pressão dos chineses para que assinasse de qualquer maneira, usando selos que haviam sido feitos especificamente para o propósito.